# Le Téléjournal-Acadie
Le Téléjournal-Acadie est un bulletin d'information locale, nationale et internationale de la télévision de Radio-Canada en Acadie diffusé à 18 h (18 h 30 à Terre-Neuve). L'émission est animée par Karine Godin du lundi au jeudi et par Marie-Hélène Lange du vendredi au dimanche qui anime également le National Hebdo sur RDI.

## Générique
Chefs d'antenne : 
Marie-Hélène Lange (du lundi au jeudi) ; 
Margaud Castadère (du vendredi au dimanche)
Journalistes : 
Michèle Brideau (Moncton), Michel Corriveau (Fredericton), Janic Godin (sports - Halifax), Monique Ferron (Moncton), Ricky Landry (RDI), François LeBlanc (Moncton), Pierre Philippe LeBlanc (Internet), Paul Légère (Halifax), Adrien Blanc (Halifax), Marilyn Marceau (Halifax), Jean-Philippe Martin (sports - Moncton), Marc-Antoine Ruest (RDI - Halifax), Stéfan Thériault (Saint-Jean, T.-N.)
Vidéojournalistes : 
Serge Bouchard (Campbellton), Thomas Daigle (Saint-Jean, N.-B.), Pierreluc Gagnon (Bathurst), Janic Godin (sports - Halifax), Mathieu Grégoire (Charlottetown), Alexandre Kozminski (Caraquet), Bernard LeBel (Edmundston), François Lejeune (Bouctouche)
Journalistes - affaires publiques : 
Rosaire L'Italien, Michel Nogue, Nicolas Steinbach (Halifax)
Journalistes - arts et spectacles : 
Katherine Kilfoil, Jimena Vergara
Journalistes à la recherche : 
André Daigle (RDI), Monique Losier
Météorologue : 
William Bourque
Rédacteur en chef délégué : 
Jacques Giguère
Secrétaires de rédaction : 
Rachel Gauvin (RDI), Mona Landry (du lundi au jeudi)
Affectateurs : 
Louis Mills, Michelle LeBlanc (radio)
Réalisateur-vidéaste : 
Dominic Marleau (affaires publiques - Halifax)
Assistants à la réalisation : 
Gaétan Bourque, Christine Comeau, Julie Doucette, Vincent Lehouillier, Éric Perron
Assistant à la production : 
Charles Cormier
Adjointe administrative : 
Bernice LeBlanc
Réalisatrice à la préparation pour l'information : 
Lucie Lanteigne
Réalisateurs - affaires publiques : 
Denise Pelletier, Marc Savoie
Réalisateur-coordonnateur : 
Paul Ward
Réalisateurs : 
Mireille Blanchard, Suzanne Payne (fin de semaine)